# Stéphanie Lagarde
Vous pouvez aider à l'améliorer ou bien discuter des problèmes sur sa page de discussion.
- Il ne cite pas suffisamment ses sources. Vous pouvez indiquer les passages à sourcer avec {{référence nécessaire}} ou {{Référence souhaitée}}, et inclure les références utiles en les liant aux notes de bas de page. (Marqué depuis avril 2024)
- Certaines informations devraient être mieux reliées aux sources mentionnées dans la bibliographie ou les liens externes. Améliorez sa vérifiabilité en les associant par des références. (Marqué depuis avril 2024)

- Archive Wikiwix
- Bing
- Cairn
- DuckDuckGo
- E. Universalis
- Gallica
- Google
- G. Books
- G. News
- G. Scholar
- Persée
- Qwant
- (zh) Baidu
- (ru) Yandex
- (wd) trouver des œuvres sur Wikidata

Pour les articles homonymes, voir Lagarde.
Stéphanie Lagarde est une comédienne française née le 15 juillet 1969 à Limoges.

## Biographie
Elle a été aperçue dans le clip de la chanson « Samedi soir sur la terre » de Francis Cabrel.

## Filmographie

### Courts métrages

#### Réalisatrice
- 2011 : La Photocopie de papa
- 2012 : Le bouillon
- 2016 : Feu mon corps !

#### Actrice
- 1995 : Pour lui plaire de Giordano Gederlini
- 1999 : Un jeudi en hiver d'Anne Flandrin
- 2000 : Magik de Damien Odoul
- 2005 : Coming-out d'Olivier Ayache-Vidal
- 2005 : Pas bouger ! de Xavier Daugreilh
- 2006 : Un peu, beaucoup, voire... pas du tout ! de Thierry Espasa
- 2007 : Recrue d'essence de Mathias et Colas Rifkiss
- 2009 : Grossesses et Macarons d'Anne Flandrin
- 2011 : La Photocopie de papa
- 2016 : Feu mon corps !

#### Scénariste
- 2011 : La Photocopie de papa
- 2012 : Le bouillon
- 2016 : Feu mon corps !

### Cinéma
- 1996 : For ever Mozart de Jean-Luc Godard
- 1997 : Blind Date (segment « Angélique ») de Samir : Angélique
- 1998 : Vive la mariée... et la libération du Kurdistan de Hiner Saleem : Christine (Prix du public du Meilleur second rôle féminin au Festival Jean Carmet). Titre anglais : Kebab Connection
- 2002 : Sexes très opposés d'Éric Assous
- 2002 : Moi et mon blanc de Pierre Yameogo
- 2004 : Deux Frères de Jean-Jacques Annaud : Mademoiselle Paulette
- 2010 : De vrais mensonges de Pierre Salvadori
- 2014 : Libre et assoupi de Benjamin Guedj : La femme énervée du jardin d'enfants

### Télévision
- 1986 : Le Partenaire inattendu dans la Série rose d'Alain Schwarzstein
- 1994 : Nestor Burma et le monstre d'Alain Schwarzstein
- 1995 : Les feux de la St Jean de Fabrice Lucciani
- 1996 : Karine et Ari de Christophe Salachas, Philippe Roussel, et Emmanuel Fonlladosa (épisode 19 et 36)
- 1996 : L'Année du certif de Jacques Renard
- 1996 : Jamais deux sans toi...t de Dominique Masson, Philippe Roussel, Emmanuel Fonlladosa
- 1997 : Viens jouer dans la cour des grands de Caroline Huppert
- 1997 : Chaos technique de Laurent Zerah Jaoui
- 1997 : Paradis d'enfer de Dominique Masson, Philippe Roussel, Emmanuel Fonlladosa
- 1998 : Au cœur de la loi de Denis Malleval
- 1998 : H (saison 1, épisode 2, Trop moche pour être belle) : Léa, la fiancée collante d'Aimé
- 1999 : La Crèche de Jacques Fansten et Patrice Martineau
- 1999 : Josephine ange gardien ('Une famille pour Noël) de Nicolas Cuche : Constance
- 2000 : Une femme piégée de Laurent Carcéles
- 2001 : Jalousie de Marco Pauly
- 2001 : L'Impasse du cachalot d'Élisabeth Rappeneau
- 2003 : Le Petit Garçon silencieux de Sarah Lévy
- 2003 : Joe Pollox et les mauvais esprits de Jérôme Foulon
- 2003 : Un homme presque idéal de Christiane Leherrisey
- 2003 : Josephine ange gardien ('Un frère pour Ben') de Philippe Venault: Isabelle
- 2007 : Le Fils caché de Patrick Jamain
- 2009 : Kaamelott d'Alexandre Astier : la Fée Mère
- 2009 : Déformations professionnelles de Benjamin Guedj

### Doublage
- 2011 : Titeuf, le film : Élodie, la vendeuse, Thérèse, voix additionnelles

## Théâtre
- 2007 : Venise sous la neige de et mise en scène Gilles Dyrek
- 2005 : L'Île des esclaves de Marivaux mise en scène Irina Brook
- 2001 : Le Béret de la tortue de Jean Dell et Gérald Sibleyras mise en scène François Rollin
- 2000 : La Touche étoile de et mise en scène Gilles Dyrek
- 1999 : Les Modernes de et mise en scène Gilles Dyrek

## Distinctions
- 1998 : Meilleur Second Rôle féminin (Prix du Public) au Festival Jean Carmet de Moulins pour son interprétation dans Vive la mariée... et la libération du Kurdistan de Hiner Saleem